# Comitet Provizoriu (administrație)
Comitetul Provizoriu a fost o autoritate publică locală, care a funcționat la nivelul comunelor, plășilor și județelor, ca organ local al puterii de stat, în perioada 1949-1950, în baza Legii consiliilor populare, nr. 17/1949. :p. 402
Printr-o hotărâre a Consiliului de Miniștri din data de 5 aprilie 1949, în perioada aprilie–iulie 1949 administrațiile județene, de plasă și comunale au fost înlocuite cu Comitete Provizorii locale, care urmau să funcționeze până la desfășurarea de alegeri locale. Acestea aveau o componență asemănătoare celei a viitoarelor comitete executive ale Sfaturilor Populare, având un secretariat, care asigura coordonarea secțiilor, organizate pe ramuri de activitate.:p. 402
Alegerile pentru sfaturile populare regionale, raionale și comunale au avut loc în data de 3 decembrie 1950. Primele ședințe ale autorităților alese s-au desfășurat între 16 și 22 decembrie 1950, moment care a însemnat desființarea Comitetelor Provizorii.:p. 1217:p. 404